# Angel Beats!
Angel Beats! (エンジェルビーツ!?, Enjeru Bītsu!) è una serie televisiva anime di tredici episodi coprodotta da P.A. Works e Aniplex e diretta da Seiji Kishi. La storia è nata da un'idea originale di Jun Maeda, che ne ha curato anche la sceneggiatura ed ha composto la musica con il gruppo Anant-Garde Eyes, con il character design originale di Na-Ga; sia Maeda che Na-Ga fanno parte della casa di produzione di visual novel Key, di cui Maeda è uno dei fondatori. La Key è conosciuta soprattutto per aver prodotto titoli come Kanon, Air e Clannad. L'anime è stato trasmesso in Giappone tra il 3 aprile e il 26 giugno 2010. Un episodio OAV è stato pubblicato il 20 dicembre 2010. La storia prende luogo nell'aldilà e si concentra su Otonashi, un ragazzo che ha perso i ricordi della sua vita dopo essere morto. Egli si ritrova iscritto a una scuola dell'aldilà e incontra una ragazza di nome Yuri che lo invita nell'SSS—un'organizzazione da lei comandata che si oppone a Dio. L'SSS combatte principalmente contro il presidente del consiglio studentesco Tenshi, una ragazza con poteri sovrannaturali.
La Key ha lavorato in collaborazione con il Dengeki G's Magazine della ASCII Media Works per produrre il progetto come un media franchise. Due serie di manga sono state serializzate sul Dengeki G's Magazine: una disegnata da Haruka Komowata, che ha iniziato la serializzazione nel numero di dicembre 2009, e un'altra illustrata da Yuriko Asami, che è incominciata nel numero di maggio 2010. Una serie di brevi storie, scritte da Maeda e disegnate da GotoP, sono state serializzate nel Dengeki G's Magazine tra novembre 2009 e maggio 2010. Inoltre due web radio sono stati prodotti per promuovere Angel Beats!. Il primo volume di una visual novel in sei episodi è stato pubblicato per Microsoft Windows il 26 giugno 2015.

## Trama
Angel Beats! è ambientato in una scuola superiore dell'aldilà, una specie di Purgatorio a metà tra il Paradiso e la Terra dove gli studenti imparano ad abbandonare ogni attaccamento rimasto loro con la vita, prima di reincarnarsi in una nuova vita, scomparendo da quel mondo. Ogni causa di morte è scomparsa e non esistono malattie, ma gli studenti possono ancora provare dolore e tutte le altre sensazioni di quando erano vivi, compresa quella del morire, solo per svegliarsi senza ferite.
La storia segue la "vita" del protagonista, Otonashi, un ragazzo che ha perso i suoi ricordi riguardo alla sua vita sulla Terra (cosa comune in caso di morte traumatica). Una volta svegliatosi nell'Aldilà incontra una ragazza chiamata Yuri, che lo invita a far parte del Shinda Sekai Sensen (死んだ世界戦線? lett. "Fronte del mondo dei morti") (SSS). La SSS, il cui nome cambia molto spesso (in seguito diventerà "Col cavolo che siamo morti", per poi ritornare a quello originale) è un'organizzazione fondata e portata avanti per riuscire a raggiungere Dio e vendicarsi dei crudeli destini che i suoi membri hanno vissuto. Il motto dell'SSS recita, difatti, "Rebels against the God".
La principale antagonista di Yuri e dell'organizzazione (Kanade) è una ragazza albina chiamata "Tenshi" (o Angel), che si rivela essere anche il Presidente del Consiglio Studentesco.
In questo strano mondo giungono le persone che non sono state felici o non hanno realizzato ciò che volevano fare nella vita: hanno quindi una sorta di seconda possibilità e quando finalmente riescono a realizzarsi possono scomparire e reincarnarsi sulla Terra. Ecco quindi che è facile incontrare i cosiddetti personaggi non giocanti (NPC) che si comportano come studenti modello e come nei giochi di ruolo dicono sempre le stesse parole: tutti gli studenti e gli insegnanti sono infatti NPC privi di qualsivoglia anima. Volendosi ribellare contro Dio, i membri del SSS non possono comportarsi come i bravi studenti, altrimenti scomparirebbero.

## Personaggi

### Personaggi principali

I protagonisti della serie. Da sinistra: Irie, Sekine, Takamatsu, Matsushita, TK, Ayato, Otonashi, Yuri, Kanade, Noda, Hinata, Yui, Ōyama, Fujimaki, Iwasawa, Hisako, Takeyama, Shiina e Yusa

Yuzuru Otonashi (音無 結弦?, Otonashi Yuzuru)
Doppiato da: Hiroshi Kamiya
Otonashi è il protagonista di Angel Beats!; grazie al suo passato ha una personalità gentile, e non vuole che nessuno provi dolore o tristezza. Dopo esser morto, ha perso tutti i suoi ricordi di quando era in vita, ma nel corso della storia riesce a recuperarli. Aveva una sorella minore, Hatsune (初音? doppiata da Mai Nakahara), che morì a causa di una grave malattia e di cui egli si prese cura a lungo. In seguito, decise di studiare per diventare un medico, ma un giorno, mentre stava andando a sostenere un esame per entrare al college, ebbe un incidente in metropolitana; di conseguenza rimase intrappolato con gli altri passeggeri, e, dopo aver cercato in tutti i modi di curarli e di essergli d'aiuto prima dell'arrivo dei soccorsi, morì per mancanza di cibo ed acqua e per una grave ferita sul ventre. Inizialmente non è specializzato in nessun equipaggiamento, ma comincerà a fare pratica quando i suoi compagni saranno in pericolo. Porta una Glock 17. Inizialmente vede Tenshi come un nemico da combattere, successivamente però se ne innamora perdutamente.
Yuri Nakamura (仲村 ゆり?, Nakamura Yuri)
Doppiata da: Harumi Sakurai
Yuri, altresì conosciuta come Yurippe (ゆりっぺ?), è una ragazza coi capelli fucsia dalla personalità determinata. Invita Otonashi nell'SSS, un'organizzazione da lei fondata e comandata che si oppone a Dio. È elegante e sicura quando svolge le operazioni o quando prende decisioni. Utilizza una Beretta 92 argentata ma sa usare anche le seguenti armi: TDI vector, M200 CheyTac e Mk 18 Mod 0 CQBR. Non è esperta solo con le armi, ma anche nei combattimenti ravvicinati. In vita, dopo che i suoi tre fratellini minori vennero assassinati da dei ladri in cerca di oggetti di valore, ha promesso di lottare contro Dio e non si è mai perdonata di non essere riuscita ad impedire la loro morte. È una leader valida, sebbene lei stessa non la pensi così. In realtà non si accorge che considera i membri dell'SSS come un'altra famiglia. Durante la storia si dispiace di aver sempre combattuto con Kanade, poiché sarebbero potute diventare grandi amiche. Infatti, dopo essere venuta a patti con lei, la tratta come un'amica e l'elogia spesso in modo sincero.
Tenshi (天使?) / Kanade Tachibana (立華 かなで?, Tachibana Kanade)
Doppiata da: Kana Hanazawa
Tenshi è una ragazza albina, presidente del consiglio studentesco della scuola dell'aldilà: questo fa sì che lei combatta l'SSS, in quanto è suo dovere sopprimere la delinquenza e le altre attività distruttive che il team compie. Inizialmente i membri dell'SSS la chiamano "Tenshi", non conoscendo il suo vero nome; in più Yurippe pensa che sia una diretta sottoposta di Dio, un angelo appunto, per via dei poteri che usa durante i combattimenti. Viene comunque chiamata Tenshi, anche dopo aver scoperto che il suo vero nome è Kanade Tachibana. È difficile capire cosa pensi, a causa del fatto che raramente mostra le sue emozioni e sostiene di non essere molto brava con le parole. Ha aiutato personalmente gli altri a dimenticare i loro rimpianti e a scomparire, tuttavia ha difficoltà nel comprendere le persone: ad esempio non ha mai pensato di provare a spiegare all'SSS perché faceva ciò. Il suo piatto preferito è il mapo tofu, una pietanza piccante. All'inizio della serie viene scambiata per un NPC, ma successivamente si scopre che è sempre stata innamorata di Otonashi
A differenza del suo aspetto dolce, è incredibilmente potente. Ha creato i suoi poteri tramite un programma chiamato Angel Player e possiede numerose abilità (Guard Skills), quali: "delay", che le permette di muoversi molto più rapidamente del normale per pochi secondi, evitando attacchi ravvicinati; "distortion", che fa in modo che i proiettili e le armi in genere attraversino il suo corpo senza nuocerle; e "hand sonic", che genera una lama su una o entrambe le braccia.

### Membri dell'SSS
Hideki Hinata (日向 秀樹?, Hinata Hideki)
Doppiato da: Ryōhei Kimura
Hinata è un ragazzo affidabile e brillante dai capelli azzurri. È il primo ad avvicinarsi ad Otonashi e stringe con lui una forte amicizia. Cerca sempre di salvare i suoi amici se gli è possibile, ed è uno dei membri più forti del team. Lui e Yui si stuzzicano costantemente l'un l'altro ogni giorno, ma in fondo egli si prende cura di Yui, come si dimostra quando la aiuta a scomparire e reincarnarsi. È un giocatore di baseball molto dotato. Il suo rimpianto nella vita precedente era la sua incapacità nel prendere una palla fondamentale, che costò alla sua squadra un'importante partita di baseball e lo portò a fare uso di droghe per riprendersi dalla depressione. Ha soprannominato Yuri come Yurippe quando hanno fondato assieme l'SSS, dato che non si sentiva a suo agio chiamandola Yuri come sua madre. Morì investito da un camion.
Takamatsu (高松?)
Doppiato da: Takahiro Mizushima
Takamatsu è uno studente modello, che ha una personalità gentile e indossa degli occhiali. Nell'SSS contribuisce principalmente raccogliendo informazioni, ma non combatte in prima linea. Yuri dice subito di non farsi ingannare dai suoi occhiali, perché in realtà è un idiota. Nonostante appaia più magro, si allena molto ed è muscoloso. Dopo aver rivelato ciò per la prima volta, ha iniziato a togliersi spesso la camicia, con grande disappunto di tutti.
Noda (野田?)
Doppiato da: Shun Takagi
Noda è un ragazzo indipendente che esegue i piani dell'SSS e combatte con un'alabarda. Presta attenzione solo a Yuri, che adora, e il suo maggiore antagonista è se stesso. Ha una forte rivalità, non corrisposta, nei confronti di Otonashi. È un completo ignorante che ha come punto debole l'istruzione. Non ha paura di ferire o "uccidere" chiunque si metta sulla strada di Yuri.
Shiina (椎名?)
Doppiata da: Fūko Saitō
Shiina è una ninja che combatte con kodachi doppie e shuriken. È capace di avvertire quando il pericolo si sta avvicinando ed è una combattente molto abile. Nonostante il suo comportamento serio, la sua debolezza sono le cose carine (kawaii) come gli animali di stoffa. È severa nei suoi allenamenti ed è estremamente autocritica quando perde, specialmente con i nuovi arrivati come Otonashi. Parla di rado ma solitamente osserva "quanto sia superficiale la mentalità" ogni volta che viene detto qualcosa di ovvio o stupido.
Yusa (遊佐?)
Doppiata da: Yui Makino
Yusa è un'operatrice nell'SSS che comunica lo stato dei combattimenti a Yuri. È una ragazza calma ed educata con un carattere semplice. Come Angel, non esprime mai le sue emozioni e viene definita "spaventosa" da Otonashi e Hinata. Non riesce a calmarsi senza il suo auricolare. Parla raramente e talvolta ferisce i sentimenti altrui, anche se non intende farlo.
Fujimaki (藤巻?)
Doppiato da: Yūki Masuda
Fujimaki è un delinquente che combatte con una lunga shirasaya. Si diverte a provocare i nuovi arrivati come Otonashi, ma non sembra essere davvero una cattiva persona. Non sa nuotare.
TK
Doppiato da: Michael Rivas
TK è un personaggio che indossa una larga bandana sugli occhi e si mette a ballare in ogni momento. Nessuno conosce il suo vero nome o il suo passato. Parla in un inglese quasi senza senso, con brevi frasi (pronunciate in maniera perfetta) riferite alle varie situazioni, ma apparentemente sembra non conoscere la lingua davvero bene. Si sacrifica per il team molte volte e in queste occasioni mostra di saper parlare il giapponese che però usa raramente, anche se capisce ciò che gli dicono gli altri. Durante le missioni, porta con sé le pistole Browning HP e LAR Grizzly o un mitra PP-19.
Matsushita (松下?)
Doppiato da: Eiichirō Tokumoto
Matsushita, conosciuto anche come "Matsushita 5-dan", è di corporatura molto robusta ed è un maestro di judo. Non dimentica mai un debito, specialmente quando si tratta di cibo (in particolare di gyūdon). In battaglia porta armi pesanti come lanciarazzi o mitragliatrici e riesce ad atterrare facilmente i nemici. In seguito perde peso dopo essersi allenato sulle montagne.
Ōyama (大山?)
Doppiato da: Yumiko Kobayashi
Ōyama è un ragazzo ordinario che, come afferma Yuri, non ha particolari talenti. Non eccelle in nulla, ma è capace come qualsiasi persona; in altre parole, è un tuttofare. È un ragazzo onesto e molto sensibile, che rimane facilmente ferito sentimentalmente quando deve fare cose come una falsa confessione o quando assiste alla "morte" dei suoi compagni. Possiede un fucile di precisione Remington 700 e una pistola P226.
Takeyama (竹山?)
Doppiato da: Mitsuhiro Ichiki
Takeyama è un ragazzo intelligente specializzato nello "hackerare" i computer. Ha scritto il programma "Briefing Manager" che Yuri usa per dare istruzioni all'SSS prima di una missione. Insiste ad essere chiamato col suo nickname "Christ", anche se nessuno se ne importa. Tenta di eseguire tutti i piani il più perfettamente possibile. Non partecipa mai in prima persona ai combattimenti o ad altre operazioni fisiche, ma raccoglie dati e informazioni.
Chā (チャー?)
Doppiato da: Hiroki Tōchi
Chā è il leader della Guild, un'organizzazione sotto la SSS che fornisce le armi ai membri del team, costruendole sulla base dei ricordi della loro vita passata: se qualcuno di loro non ha mai visto un'arma prima o non sa come funziona, quella si romperà ed esploderà. Nonostante sembri molto più vecchio, Chā ha la stessa età di Otonashi e degli altri studenti della scuola. È stato il quarto ad essere entrato nell'SSS. Ha incontrato per primi Yuri e Hinata quando tenne in ostaggio il direttore della scuola nel tentativo di saperne di più su Dio, col solo risultato di essere accoltellato da Kanade.
Ayato Naoi (直井 文人?, Naoi Ayato)
Doppiato da: Megumi Ogata
Naoi è un umano, originariamente ritenuto essere un personaggio non giocante. Dopo la sua morte, Naoi ha sviluppato poteri ipnotici che gli permettono di controllare gli altri e farli cadere in uno stato simile al sogno. In vita, era il figlio di un famoso ceramista. Tuttavia era suo fratello gemello ad aver ereditato il talento del padre e, come risultato, Naoi venne ignorato da tutti. Dopo che questo morì in un incidente, egli lo sostituì e divenne l'apprendista del padre nel loro laboratorio di ceramica, ma non riuscì mai a raggiungere la bravura del gemello morto. Dopo che il padre si ammalò e morì, Naoi fu certo che la sua vita intera fosse stata falsa e tutto ciò che desiderava era che fosse riconosciuta la sua esistenza. Naoi in seguito diventa amico di Otonashi, dopo che questo riconosce l'importanza della sua vita, ed entra a far parte dell'SSS. Essendo stato il presidente del comitato studentesco per un certo periodo ed essendosi autodichiarato Dio, Naoi appare rigido e molto arrogante, ma cambia velocemente carattere quando Otonashi lo riprende. È affezionato ad Otonashi, con grande disappunto di quest'ultimo, e cerca sempre di guadagnarsi il suo affetto. Lui solitamente combatte usando due USP 45.

#### Girls Dead Monster
Iwasawa (岩沢?)
Doppiata da: Miyuki Sawashiro
Iwasawa è la leader iniziale delle Girls Dead Monster che si occupa delle parti vocali ed è il chitarrista ritmico. Scrive anche i testi e compone le tracce per le canzoni della band. Suona una chitarra Sienna Sunburst/Maple Fender Stratocaster. Nonostante di solito sia una ragazza tranquilla, è in grado di affascinare gli ascoltatori con delle canzoni che trattano i suoi sentimenti. In vita, usò la musica come una via di fuga dai litigi dei suoi genitori, ma finì per morire a causa di una lesione cerebrale che subì proprio in uno degli scontri familiari. Il suo nome completo è Masami Iwasawa.
Hisako (ひさ子?)
Doppiata da: Chie Matsuura
Hisako è la co-leader delle Girls Dead Monster che suona una chitarra elettrica Fender Jazzmaster come chitarrista solista. Ha una personalità sincera e le piace giocare a mahjong, dove ha un'incredibile fortuna. Come notato da Hinata, Hisako è anche atletica ed è molto ammirata da Yui per i suoi riff con la chitarra. In vita, faceva parte di una band di cui la cantante principale finì per suicidarsi, ma dopo aver incontrato Iwasawa, forma le Girls Dead Monster con lei.
Irie (入江?)
Doppiata da: Kana Asumi
Irie è la batterista delle Girls Dead Monster. Pur essendo già morta, sta male quando sente storie di fantasmi o spiriti, cosa che Sekine sfrutta per divertirsi. È la migliore amica di Sekine ed è entrata nelle Girls Dead Monster con lei. Il suo nome completo è Miyuki Irie.
Sekine (関根?)
Doppiata da: Emiri Katō
Sekine suona un basso elettrico G&L L-2000 nelle Girls Dead Monster. Le piace fare scherzi alle persone per vedere le loro facce sorprese da vittime. Le piace anche improvvisare durante gli spettacoli, con grande dispiacere di Hisako. Il suo nome completo è Shiori Sekine.
Yui (ユイ?)
Doppiata da: Eri Kitamura
Yui è una grande fan, e inizialmente assistente, delle Girls Dead Monster. È una ragazza iperattiva che parla in modo estremamente veloce. Hinata trova Yui fastidiosa e per questo motivo i due si scontrano più volte, ma in realtà hanno veramente a cuore l'un l'altro e affermano nel corso della storia che se si fossero incontrati prima di morire, si sarebbero innamorati sicuramente e che se nella vita successiva si fossero rincontrati, si sarebbero sposati. Indossa una coda da diavolo e dei braccialetti ai polsi, in modo da sembrare un folletto o un piccolo diavolo. Sulla schiena ha anche delle ali nascoste dai capelli. In seguito alla scomparsa di Iwasawa, Yui diventa la nuova chitarrista ritmica e cantante delle Girls Dead Monster, e dunque successiva leader del gruppo. Yui suona una chitarra elettrica Gibson SG Special. Diventa anche un membro effettivo dell'SSS e partecipa ad alcune missioni, ma non contribuisce molto. In vita, è stata investita da un'auto ed è rimasta paralizzata sin da piccola. Il suo rimpianto era quello di non poter fare nulla con il suo corpo.

## Light novel e pubblicazioni
Una serie di sette storie brevi, scritte da Jun Maeda e disegnate da GotoP, intitolate Angel Beats! Track Zero, sono state serializzate nei numeri di novembre 2009 e maggio 2010 del Dengeki G's Magazine della ASCII Media Works. Il protagonista delle storie è Hinata, e la serie è un prequel di Angel Beats!, che narra come è stata formata l'SSS. Uno speciale capitolo extra, focalizzato sulle Girls Dead Monster, è stato pubblicato nel sesto volume del Dengeki G's Festival! Deluxe il 29 marzo 2010. Le storie brevi sono state raccolte in un unico volume messo in vendita il 23 giugno 2010, che ha incluso un capitolo aggiuntivo insieme agli altri otto sopracitati. I titoli dei capitoli sono stati presi da canzoni di vari musicisti. Il primo capitolo, "Two Person Rocket" (二人のロケット? "Futari no Rocket"), è stato reso disponibile online con le illustrazioni della ASCII Media Works. Il 22 dicembre 2010 ASCII Media Works ha pubblicato Angel Beats! Official Guide Book.

## Anime
La serie TV anime Angel Beats! di 13 episodi, diretta da Seiji Kishi e prodotta dalla P.A. Works e dall'Aniplex, è stata trasmessa in Giappone dal 3 aprile al 26 giugno 2010 sulla rete televisiva Chubu-Nippon Broadcasting (CBC). Il primo episodio è stato trasmesso in anteprima il 22 marzo 2010 ad un numero selezionato di persone che hanno partecipato a una lotteria annunciata all'inizio dello stesso mese. La sceneggiatura è stata scritta da Jun Maeda, ideatore della serie. Il capo animatore Katsuzō Hirata ha basato il character design, usato nell'anime, sui disegni originali di Na-Ga. La direzione del suono e della musica è stato diretto da Satoki Iida. Gli eyecatches usati nella serie mostrano il logo di Angel Beats! su uno sfondo bianco con la nota musicale La 440 suonata una sola volta.
Il primo BD/DVD contenente i primi due episodi è stato pubblicato il 23 giugno 2010 in edizioni limitate e regolari; l'edizione limitata è stata in seguito accompagnata da un drama-CD scritto da Maeda ed eseguito dal cast dell'anime. Il secondo e il terzo BD/DVD sono stati pubblicati il 21 luglio e il 25 agosto 2010. Un altro drama-CD, insieme all'edizione limitata del quarto BD/DVD, è stato pubblicato il 22 settembre 2010. Il quinto e il sesto BD/DVD sono stati pubblicati il 27 ottobre e il 24 novembre 2010; un terzo drama-CD è stato pubblicato con l'edizione limitata del sesto BD/DVD. Il settimo ed ultimo BD/DVD è stato pubblicato il 22 dicembre 2010 con un episodio OAV, come cortometraggio bonus che mostra un altro finale della serie. La Sentai Filmworks ha concesso in licenza l'anime, e insieme con il distributore Section23 Films, ha pubblicato la serie su BD/DVD il 26 luglio 2011. La Siren Visual ha concesso in licenza l'anime in Australia e in Nuova Zelanda. In Italia diritti dell'anime sono stati acquistati da Netflix e la serie è disponibile dal 1º febbraio 2019 comprendendo anche i due OAV.

### Episodi
| Nº    | Titolo italiano           | In onda          | In onda |
| Nº    | Titolo italiano           | Giapponese       |         |
| 1     | Departure                 | 3 aprile 2010    |         |
| 2     | Guild                     | 10 aprile 2010   |         |
| 3     | My Song                   | 17 aprile 2010   |         |
| 4     | Day Game                  | 24 aprile 2010   |         |
| 5     | Favorite Flavor           | 1º maggio 2010   |         |
| 6     | Family Affair             | 8 maggio 2010    |         |
| 7     | Alive                     | 15 maggio 2010   |         |
| 8     | Dancer in the Dark        | 22 maggio 2010   |         |
| 9     | In Your Memory            | 29 maggio 2010   |         |
| 10    | Goodbye Days              | 5 giugno 2010    |         |
| 11    | Change the World          | 12 giugno 2010   |         |
| 12    | Knockin' On Heaven's Door | 19 giugno 2010   |         |
| 13    | Graduation                | 26 giugno 2010   |         |
| OAV 1 | Stairway to Heaven        | 22 dicembre 2010 |         |
| OAV 2 | Hell's Kitchen            | 24 giugno 2015   |         |

## Manga
Un four-panel comic strip manga (breve manga composto da 4 vignette) intitolato Angel Beats! The 4-koma: Our War Front March Song (Angel Beats! The4コマ 僕らの戦線行進曲♪?, Angel Beats! The 4-koma Bokura no Sensen Kōshinkyoku) ha iniziato a essere serializzato nel dicembre del 2009, con il marchio ASCII Media Works Dengeki G's Magazine. Un capitolo speciale di due pagine del manga è stato stampato a colori nel quinto volume del Dengeki G's Festival! Deluxe del 26 dicembre del 2009. Il manga è ispirato al concept originale di Jun Maeda ed è stato illustrato da Haruka Komowata, autrice anche di un manga pubblicato sul Dengeki G's Magazine tra settembre 2009 e maggio 2010 che mostra le varie fasi di produzione della serie animata.
Un altro manga, intitolato Angel Beats! Heaven's Door, illustrato da Yuriko Asami e basato sulle storie brevi, ha iniziato la serializzazione su Dengeki G's Magazine il 30 marzo 2010 in contemporanea con la pubblicazione dell'ultima delle storie brevi. La serie si è conclusa il 28 ottobre 2016.

## Musica
La musica utilizzata nell'anime è stata composta da Maeda e arrangiata dal gruppo Anant-garden Eyes, e l'uscita della colonna sonora è programmata per il 28 luglio 2010.
L'opening theme è "My Soul, Your Beats!", di Lia, mentre il finale "Brave Song" è cantata da Aoi Tada. Il singolo contenente entrambe le canzoni è stato messo in vendita il 26 maggio 2010, sia in edizione limitata (CD+DVD) che regolare (CD); l'edizione limitata contiene i video dell'opening e dell'ending senza credits.
La band presente nella storia, le Girls Dead Monster, è costituita dalle cantanti Marina e LiSA. Sono pianificate le uscite di tre singoli delle GDM: il primo, "Crow Song", è stato pubblicato il 23 aprile 2010; il secondo, "Thousand Enemies", l'ha seguito il 12 maggio 2010, e il terzo, "Little Braver", è stato venduto a partire dal 9 giugno 2010. È stato messo in vendita il 30 giugno 2010 un album delle GDM intitolato "Keep The Beats!".

## Visual novel
Nel 2010 fu annunciato che Jun Maeda stava scrivendo lo scenario per una visual novel di Angel Beats!  e il gioco fu ufficialmente annunciato nel settembre 2013. Sviluppata dalla Key, Maeda guida il team di produzione come progettista e uno degli sceneggiatori. Altri sceneggiatori coinvolti sono Kai, che aveva partecipato alla sceneggiatura di Clannad, e Leo Kashida, che aveva lavorato alla sceneggiatura di Tomoyo After: It's a Wonderful Life e Little Busters!. Il direttore artistico e character designer è Na-Ga. La visual novel è adatta a tutte le età e divisa in sei volumi. Il primo volume, intitolato Angel Beats! 1st Beat, è stato pubblicato il 26 giugno 2015 per PC Windows. Il primo volume copre gli eventi fino al decimo episodio dell'anime, con i percorsi di Iwasawa, Matsushita e Yui, con Otonashi protagonista. I volumi successivi copriranno i percorsi dei restanti personaggi.

## Accoglienza
Il sesto episodio di Angel Beats!, che è stato mandato in onda in Giappone l'otto maggio 2010 sul canale MBS di Osaka, ha ottenuto un indice di ascolto del 4.9%, la percentuale più alta ottenuta da un anime nella fascia notturna negli ultimi 3 anni.
I singoli delle sigle iniziali e finali si sono classificati al terzo posto nella classifica settimanale del Japan's Oricon, vendendo circa 80 000 copie nella prima settimana di vendita.
"My Soul, Your Beats!/Brave Song" nel maggio 2010 ha vinto il Disco d'Oro della Recording Industry Association of Japan per aver venduto oltre 100000 copie.
Il singolo "Crow Song" delle "Girls Dead Monster" è entrato direttamente al settimo posto della classifica Oricon dei singoli, vendendo approssimativamente 16 400 copie in circa quattro giorni e oltre 25 000 copie in più nelle tre settimane dopo la sua pubblicazione.
Il singolo "Thousand Enemies" delle "Girls Dead Monsters" ha debuttato al quarto posto nella classifica Oricon dei singoli, vendendo circa 28 000 copie nella sua prima settimana di vendita e oltre 18 000 altre copie dopo le prime due settimane dalla sua pubblicazione.